# Werner Keller
Werner Keller (ur. 13 sierpnia 1909 w Gut Nutha, Anhalt, zm. 29 lutego 1980 w Asconie) – niemiecki dziennikarz i autor książek popularnonaukowych.

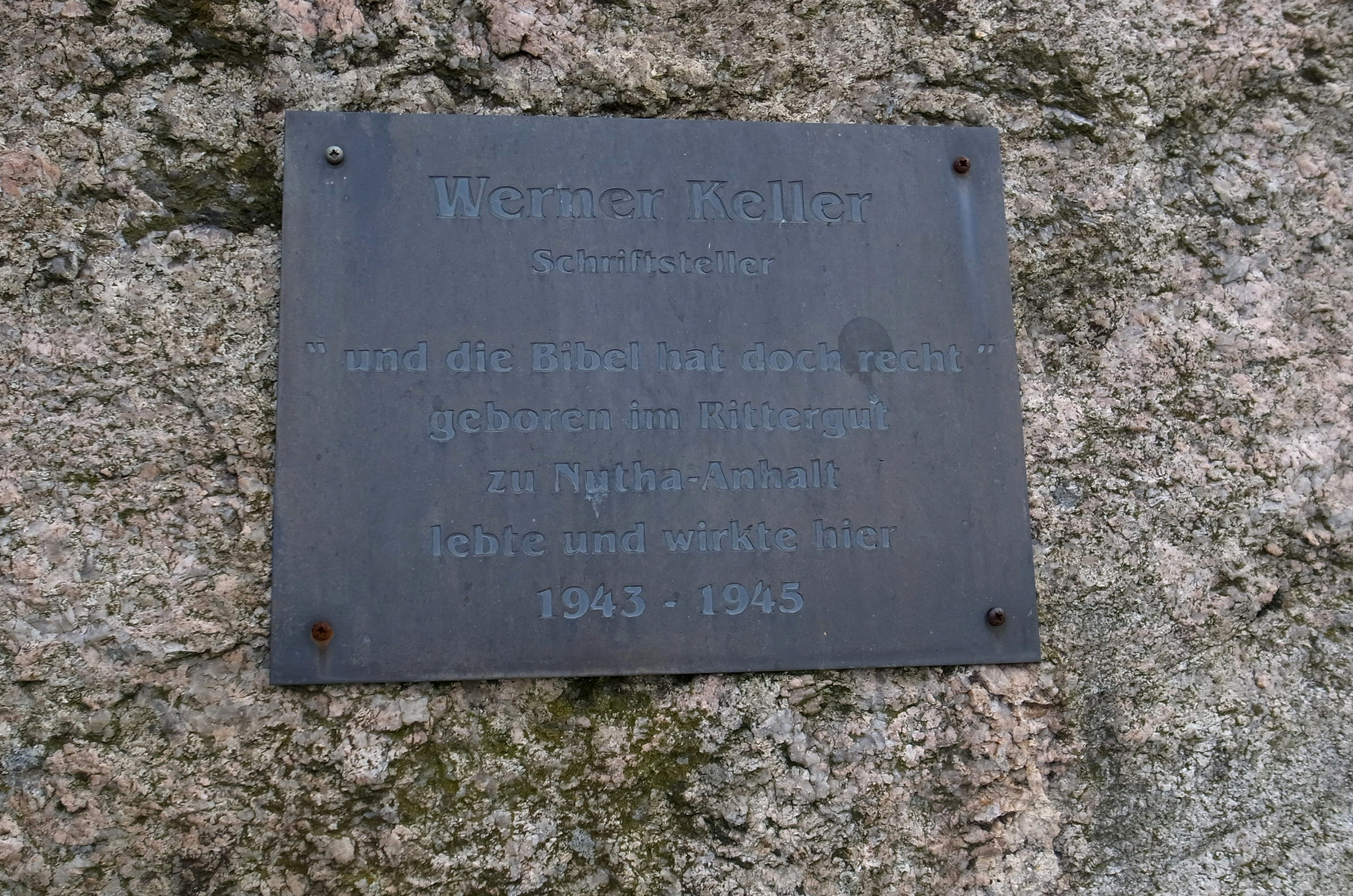
Tablica pamiątkowa Wernera Kellera w Tochheim (Zerbst/Anhalt, powiat Hohenlepte)

Studiował budowę maszyn, medycynę, prawo w Berlinie, Rostocku, Zurychu i Jenie. Po wojnie pracował jako dziennikarz i publicysta naukowy w Hamburgu, między innymi dla rozgłośni Nordwestdeutscher Rundfunk, czasopism Die Welt, Die Zeit, Stern oraz Neue Illustrierte, także pod pseudonimem Norman Alken.
Jego najbardziej znana książka A jednak Pismo Święte ma rację (niem. Und die Bibel hat doch recht, 1955) przetłumaczona na ponad 20 języków, osiągnęła nakład ponad 20 milionów egzemplarzy.